# Exacum subteres
Exacum subteres är en gentianaväxtart som beskrevs av J. Klackenberg. Exacum subteres ingår i släktet Exacum och familjen gentianaväxter. Inga underarter finns listade i Catalogue of Life.